# Аппалачия (Виргиния)
Аппалачия (англ. Appalachia) — город в округе Уайз  в штате Виргиния США. По данным переписи 2020 года, численность населения составляла 1432 человека.

## Население
| 2000 | 2010  | 2020  |
| ---- | ----- | ----- |
| 1839 | ↘1754 | ↘1432 |